# سوري الشرقية (دائرة انتخابية في المملكة المتحدة)
سوري الشرقية  (بالإنجليزية: East Surrey)‏ هي إحدى الدوائر الانتخابية في المملكة المتحدة الممثلة في مجلس العموم في برلمان المملكة المتحدة.
عضو البرلمان الذي يمثلها حالياً هو :Mr Peter Ainsworth (Con).